# Daniel Kastler
Daniel Kastler ([kastlé]; Colmar, 4 marzo 1926 – Bandol, 4 luglio 2015) è stato un fisico francese che si è occupato principalmente degli aspetti fondamentali della teoria quantistica dei campi e della geometria non commutativa.

## Biografia
Daniel Kastler è nato il 4 marzo 1926 a Colmar, nel nord-est della Francia. È figlio del Premio Nobel per la fisica Alfred Kastler. Nel 1946 si è iscritto all'École normale supérieure di Parigi. Nel 1950 è andato in Germania come lecturer all'Università della Saarland. Nel 1953 è diventato professore associato e si è dottorato in chimica quantistica. Nel 1957 Kastler si è trasferito all'Università di Aix-Marseille dove è diventato professore ordinario nel 1959. Nel 1968 ha fondato, con Jean-Marie Souriau e Andrea Visconti, il centro di fisica teorica di Marsiglia. È morto l'8 luglio 2015 a Bandol, nel sud della Francia.
Daniel Kastler è noto in particolare per essere stato pioniere, con Rudolf Haag, della formulazione algebrica della teorica quantistica dei campi. La loro collaborazione ha avuto inizio durante la famosa conferenza di Lille del 1957, dove entrambi parteciparono, ed ha portato alla formulazione degli assiomi di Haag–Kastler per le osservabili locali delle teorie quantistiche dei campi.  Questa struttura usa gli elementi della teoria delle algebre di operatori e viene quindi chiamata formulazione algebrica della teoria quantistica dei campi, o anche fisica quantistica locale. In altre collaborazioni Kastler ha mostrato l'importanza delle C*-algebre nelle fondamenta della meccanica statistica quantistica e dei sistemi asintotici abeliani. Negli anni 80 ha iniziato a lavorare sulla geometria non commutatica di Alain Connes, studiando in particolare le applicazioni sulla fisica delle particelle elementari. Nello stesso periodo Kastler, in collaborazione con Raymond Stora, ha sviluppato l'impostazione geometrica per le trasformazioni BRST per la quantizzazione delle teorie di guage.

## Premi e onorificenze
Nel 1984 Daniel Kastler ha vinto il Premio Ampère dell'Accademia francese delle scienze. Dal 1977 è stato membro corrispondente dell'Accademia delle scienze di Gottinga e dal 1981 dell'Accademia austriaca delle scienze. È stato inoltre membro dell'Accademia Cesarea Leopoldina dal 1995.

## Opere selezionate
- (EN) Rudolf Haag e Daniel Kastler, An Algebraic approach to quantum field theory, in Journal of Mathematical Physics, vol. 5, n. 7, 1964,  pp. 848-861, DOI:10.1063/1.1704187.
- (EN) Rudolf Haag, Daniel Kastler e Ewa B. Trych-Pohlmeyer, Stability and equilibrium states, in Communications in Mathematical Physics, vol. 38, n. 3, 1974,  pp. 173-193, DOI:10.1007/BF01651541.
- (EN) Huzihiro Araki, Daniel Kastler, Masamichi Takesaki e Rudolf Haag, Extension of KMS States and Chemical Potential, in Communications in Mathematical Physics, vol. 53, n. 2, 1977,  pp. 97-134, DOI:10.1007/BF01609126.
- (EN) Daniel Kastler, The Dirac operator and gravitation, in Communications in Mathematical Physics, vol. 166, 1995,  pp. 633-644, DOI:10.1007/BF02099890.
- (EN) Daniel Kastler, A Detailed account of Alain Connes' version of the Standard Model in noncommutative geometry. 1. and 2., in Reviews in Mathematical Physics, vol. 5, 1993,  pp. 477-532, DOI:10.1142/S0129055X93000140.
- (EN) Daniel Kastler, Cyclic cohomology within the differential envelope: an introduction to Alain Connes' non-commutative differential geometry, Hermann, 1988, ISBN 978-2705660444.
- (EN) Daniel Kastler, Introduction à l'électrodynamique quantique, Dunod, 1960.
- (EN) Daniel Kastler e Raymond Stora, A differential geometric setting for BRS transformations and anomalies. 1., in Journal of Geometry and Physics, vol. 3, 1986,  p. 437, DOI:10.1016/0393-0440(86)90006-9.
- (EN) Daniel Kastler e Raymond Stora, A differential geometric setting for BRS transformations and anomalies. 2., in Journal of Geometry and Physics, vol. 3, 1986,  pp. 483-505, DOI:10.1016/0393-0440(86)90007-0.